# Нижне-Покровская волость
Нижне-Покровская во́лость — административно-территориальная единица, входившая в состав Николаевского уезда Самарской губернии. Образована в конце XIX века путём выделения из Кузябаевской волости.
Административный центр — село Нижняя Покровка.
Население волости составляли преимущественно русские и малороссы.
В период до установления советской власти волость имела аппарат волостного правления, традиционный для таких административно-территориальных единиц Российской империи.
Согласно карте уездов Самарской губернии издания губернского земства 1912 года волость состояла из двух частей. Западная часть граничила на севере - с Кузябаевской волостью, на востоке и юге - с Солянской волостью, на западе - с Любицкой волостью. Восточная часть граничила на юге - с Новоузенским уездом, на западе - с Солянской и Кузябаевской волостями, на севере - со Смоленской и Августовской волостями, на востоке с землями Уральского казачьего войска.
Территория бывшей волости является частью земель Озинского и Перелюбского районов Саратовской области (Россия) и Зеленовского района Западно-Казахстанской области (Казахстан).

## Состав волости
| Наименование                      | Население | Население                    | Расстояние (вёрст) до: | Расстояние (вёрст) до: | Расстояние (вёрст) до: | Преобладающие национальности, вероисповедания | Современное состояние                                   |    |                         |               |
| Наименование                      | 1897 год  | 1910 год                     | Самары                 | Николаевска            | Волостного правления   | Преобладающие национальности, вероисповедания | Современное состояние                                   |    |                         |               |
| --------------------------------- | --------- | ---------------------------- | ---------------------- | ---------------------- | ---------------------- | --------------------------------------------- | ------------------------------------------------------- | -- | ----------------------- | ------------- |
| деревня Васильевка                |           | 477                          | Самары                 | Николаевска            | Волостного правления   | 200                                           | 157                                                     | 50 | малороссы, православные | не существует |
| деревня Верхняя Покровка          | 643       | 1166                         | 200                    | 112                    | 3                      | малороссы, православные                       | село, Перелюбский район Саратовская область             |    |                         |               |
| товарищество Зябкин-Веселянское   |           | 98                           | 247                    | 160                    | 47                     |                                               | не существует                                           |    |                         |               |
| товарищество Зябкин-Дебольчанское |           | 132                          | 245                    | 155                    | 45                     | малороссы, православные                       | не существует                                           |    |                         |               |
| деревня Клиновское товарищество   |           | 332                          | 250                    | 160                    | 44                     | малороссы, православные                       | не существует                                           |    |                         |               |
| деревня Колокольцева              |           | 512                          | 212                    | 122                    | 12                     | малороссы, православные                       | не существует                                           |    |                         |               |
| село Нижняя Покровка              | 440       | 481                          | 200                    | 110                    | 0                      | малороссы, православные                       | село, Перелюбский район Саратовская область             |    |                         |               |
| деревня Николаевка                |           | 519                          | 212                    | 122                    | 15                     | малороссы, православные                       | не существует                                           |    |                         |               |
| деревня Петраковка                |           | 1144                         | 200                    | 90                     | 20                     | малороссы, православные                       | село Петраки, Озинский район Саратовская область        |    |                         |               |
| деревня Романовка                 |           | 350                          | 220                    | 110                    | 29                     | русские, православные                         | не существует                                           |    |                         |               |
| деревня Средняя Покровка          | 920       | 1366                         | 200                    | 110                    | 0                      | русские и малороссы, православные             | не существует                                           |    |                         |               |
| село Солянка                      | 1230      | Передано в Солянскую волость | 200                    | 110                    |                        | белороссы, православные                       | село, Озинский район Саратовская область                |    |                         |               |
| село Таловое                      |           | 1271                         | 240                    | 150                    | 40                     | русские, православные                         | село Таловая, Западно-Казахстанская область, Казахстан  |    |                         |               |
| деревня Устиновка                 |           | 496                          | 200                    | 99                     | 15                     | русские, православные                         | не существует                                           |    |                         |               |
| деревня Харитоновка               | 462       | 631                          | 200                    | 115                    | 7                      | малороссы, православные                       | село, Перелюбский район Саратовская область             |    |                         |               |
| село Черниговка                   | 884       | 1532                         | 200                    | 98                     | 12                     | малороссы, православные                       | село Новочерниговка, Озинский район Саратовская область |    |                         |               |